# Náhodný jev
Náhodný jev je výsledek náhodného pokusu, o kterém lze po provedení pokusu jednoznačně rozhodnout, zda nastal nebo nenastal. Jeden konkrétní výsledek náhodného pokusu může být interpretován jako několik různých náhodných jevů, protože náhodné jevy se mohou různě překrývat – příkladem mohou být různé druhy sázek nebo výsledků v ruletě, kdy když padne např. dvojka, odpovídá to nejen náhodnému jevu „dvojka“, ale i „sudá“, „černá“, „malá“, „prostřední sloupec“, „první tucet“ a různým sázkám na dvojici nebo čtveřici čísel, které obsahují dvojku.
Množině {\displaystyle {\mathcal {F}}} všech náhodných jevů, které interpretujeme jako možné výsledky určitého náhodného pokusu, říkáme jevové pole. Abychom se při axiomatizaci vyhnuli matematickým paradoxům, musí jevové pole tvořit sigma algebru. Proto do jevového pole řadíme i nemožný jev (tj. takový jev, který nemůže nikdy nenastat) a jistý jev (tj. takový, který nastane vždy).

## Vlastnosti
Pokud existuje nějaký jev {\displaystyle \Omega }, který při určitém náhodném pokusu nastane vždy, pak o jevu {\displaystyle \Omega } hovoříme jako o jevu jistém.
Jev, který při daném náhodném pokusu nikdy nenastane, je jev nemožný (neuskutečnitelný), obvykle značený {\displaystyle \emptyset }.
Náhodný jev {\displaystyle {\overline {A}}} nazveme jevem opačným (protikladným) k jevu {\displaystyle A}, pokud jev {\displaystyle {\overline {A}}} nastane vždy, když nenastane jev {\displaystyle A}. Jev {\displaystyle {\overline {A}}} bývá také nazýván doplňkem jevu {\displaystyle A}.
Platí, že opačný jev opačného jevu je roven původnímu jevu, tzn. {\displaystyle {\overline {\overline {A}}}=A}. Mezi jevem {\displaystyle A} a k němu opačným jevem {\displaystyle {\overline {A}}} platí vztah {\displaystyle A\cup {\overline {A}}=\Omega }, kde {\displaystyle \Omega } je jistý jev, a současně {\displaystyle A\cap {\overline {A}}=\emptyset }, kde {\displaystyle \emptyset } je jev nemožný.
Jestliže při každé realizaci daných podmínek jevy {\displaystyle A,B} buď oba nastanou, nebo oba nenastanou, pak hovoříme o jevech rovnoprávných (rovnocenných) a značíme {\displaystyle A=B}.
Pokud při náhodném pokusu nastane nějaký náhodný jev {\displaystyle A} pouze tehdy, pokud nastane jev {\displaystyle B}, pak říkáme, že jev {\displaystyle A} je částí jevu {\displaystyle B} a značíme {\displaystyle A\subset B}. Také říkáme, že jev {\displaystyle A} implikuje jev {\displaystyle B}. Lze také použít slovního vyjádření, že jev {\displaystyle A} má za následek jev {\displaystyle B} (nemusí jít o kauzalitu).
Je-li při daném náhodném pokusu jev {\displaystyle A} částí jevu {\displaystyle B} a současně je jev {\displaystyle B} částí jevu {\displaystyle A}, tzn. za daných podmínek oba jevy {\displaystyle A} a {\displaystyle B} buď současně nastanou, nebo současně nenastanou, pak jevy {\displaystyle A,B} označujeme jako ekvivalentní.
Pokud lze nějaký jev {\displaystyle C} vyjádřit prostřednictvím dvou jiných jevů {\displaystyle A} a {\displaystyle B} tak, že jev {\displaystyle C} nastane tehdy, když nastane jev {\displaystyle A} nebo {\displaystyle B}, pak jev {\displaystyle C} označujeme jako sjednocení jevů {\displaystyle A} a {\displaystyle B} a zapisujeme {\displaystyle C=A\cup B}.
Jestliže nějaký jev {\displaystyle C} můžeme vyjádřit prostřednictvím dvou jiných jevů {\displaystyle A} a {\displaystyle B} tak, že jev {\displaystyle C} nastane tehdy, když nastanou současně oba jevy {\displaystyle A} i {\displaystyle B}, pak jev {\displaystyle C} označujeme jako průnik jevů {\displaystyle A} a {\displaystyle B} a zapisujeme {\displaystyle C=A\cap B}.
Pokud je současný výskyt dvou jevů {\displaystyle A} a {\displaystyle B} nemožný, tzn. {\displaystyle A\cap B=\emptyset }, pak o jevech {\displaystyle A,B} říkáme, že jsou neslučitelné (nekompatibilní).
Pokud lze nějaký jev {\displaystyle C} vyjádřit prostřednictvím dvou jiných jevů {\displaystyle A} a {\displaystyle B} tak, že jev {\displaystyle C} nastane tehdy, když nastane jev {\displaystyle A} a současně nenastane jev {\displaystyle B}, pak jev {\displaystyle C} označujeme jako rozdíl jevů {\displaystyle A} a {\displaystyle B} a zapisujeme {\displaystyle C=A-B}. Používá se také značení {\displaystyle C=A\backslash B}.
Náhodný jev, který nelze vyjádřit jako sjednocení dvou možných jevů, označíme jako jev elementární. Elementární jevy tedy představují jednotlivé výsledky náhodného pokusu, které již dále nelze rozložit.
Jevy, které nejsou elementární, bývají označovány jako složené. Určitý složený jev nastane právě tehdy, nastane-li některý z elementárních jevů v něm obsažený. Jistý jev obsahuje všechny elementární jevy. Nemožný jev neobsahuje žádný elementární jev a tedy nenastane nikdy.
Někteří lidé mají tendenci uvažovat pouze jevy, které jsou vzájemně neslučitelné nebo elementární, a které tvoří úplný systém jevů. Z popsaných vlastností je zřejmé, že jde o nesprávný, zúžený, pohled.

## Systém jevů
Jestliže máme jevy {\displaystyle B_{i}} pro {\displaystyle i=1,2,...,n}, které jsou po dvou neslučitelné, tzn. {\displaystyle B_{i}\cap B_{j}=\emptyset } pro {\displaystyle i\neq j}, a jev {\displaystyle A}, který lze vyjádřit jako {\displaystyle A=B_{1}\cup B_{2}\cup \cdots \cup B_{n}}, pak říkáme, že jev {\displaystyle A} se rozpadá na částečné jevy {\displaystyle B_{1},B_{2},...,B_{n}}. Pokud navíc platí, že {\displaystyle B_{1}\cup B_{2}\cup \cdots \cup B_{n}=\Omega }, kde {\displaystyle \Omega } je jev jistý, pak jevy {\displaystyle B_{1},B_{2},...,B_{n}} tvoří úplný systém jevů. Při daném náhodném pokusu nastane alespoň jeden jev {\displaystyle B_{i}} z úplného systému jevů.
Systém jevů, které při daném náhodném pokusu nastávají nebo nenastávají, bývá označován jako jevové pole (jevový prostor). Jevový prostor obsahuje jak jev jistý, tak i jev nemožný. Platí také, že pokud náhodné jevy {\displaystyle A,B} patří do daného jevového prostoru, pak jevový prostor obsahuje také jevy {\displaystyle A\cup B}, {\displaystyle A\cap B}, {\displaystyle A-B}.
Jevový prostor tedy představuje množinu všech jevů, které se při uskutečnění daného pokusu mohou vyskytnout.

## Příklad
Jako příklad náhodného jevu se nejčastěji uvádí hod hrací kostkou. Pokus spočívá v tom, že sledujeme čísla, resp. počty bodů, která na ní padnou. Idealizací pokusu je to, že nepřipouštíme, aby kostka padla na hranu a nebyl znám výsledek. Jevový prostor má šest elementárních jevů, kterými jsou čísla 1,2,3,4,5,6 na stranách kostky. Jev, že padne sudé číslo, je jevem složeným, který nastane tehdy a jen tehdy, nastane-li jeden ze tří elementárních jevů (padne 2, 4 nebo 6). Jev, že padne 0, je nemožný jev. Jev, že padne sudé nebo liché číslo, je jistý jev.